# シャルル・モワソン
シャルル・モワソン（Charles Moisson、1864年8月8日 - 1943年10月1日）は、サイレント映画の技師、映画監督。モワソンはリュミエール兄弟の下で技師を務め、当初はオーギュストの下で不成功に終わった開発に取り組み、次いでルイの下でシネマトグラフのプロトタイプ群を製造することに成功した。そのプロトタイプ群は、パリ出身の技術者ジュール・カルパンティエによって、さらに改良された。セルジュ・ヴィアレ (Serge Viallet) は、モワソンを「映画史における最初の報道 (premier reportage de l'histoire du cinéma)」をした人物と評している。
シャルル・モワソンは、1895年12月にパリのキャピュシーヌ大通り14番地にあったホテル・スクリブ (l'hôtel Scribe) のグラン・カフェのサロン・ナンディアン（インドの間）でおこなわれた、リュミエール・シネマトグラフの最初の商業的な上映の際に、映写技師を務めた。モワソンはまた、ルイ・リュミエールが「vues photographiques animées」と称した、エジソン風に言えば「フィルム」のカタログの充実のために、世界各地に派遣された多数の技師たちのひとりとなった。モリソンは、フランシス・ドゥブリエとともに、ロシア皇帝ニコライ2世の戴冠式の模様を記録した。1897年4月には、フランス共和国大統領の旅行を初めて撮影し、フェリックス・フォールのラ・ロッシュ＝シュル＝ヨン訪問を記録したが、これは映画史における「最初の報道」と称されている。 
フェリックス・フォール大統領は、フランス西部への旅に出かけ、シャルル・モワソンはおよそ10日間に渡って大統領に随行した。モワソンは毎日、50秒から55秒ほどの「リュミエール映像 (vue Lumière)」と称されたフィルムを撮影した。これは映画史における最初の報道であり、当然ながらサイレントであった。しかし共和国大統領も、その同行者たちや大臣たちも、この新しいメディアの重要性を十二分に承知していた。1897年という早い時点で、共和国大統領は、しばしば目の前にいる人々に対してではなく、カメラに向かって挨拶をしていた。